# Coryphaeschna diapyra
Coryphaeschna diapyra là loài chuồn chuồn trong họ Aeshnidae. Loài này được Paulson miêu tả khoa học đầu tiên năm 1994.